# Ján Pisančin
Ján Pisančin, známý komickou postavou - Ander z Košíc (* 4. září 1941, Michalovce) je populární východoslovenský komik a vypravěč. V roce 1965 se oženil a od té doby žije a působí v Košicích. Od roku 1992 je svobodným umělcem. Vystupuje na jevišti, v televizi, případně vydává své monology na kazetách, odříkané ve specifické podobě východoslovenského dialektu. Rád se přitom stylizuje do pozice venkovského burana, při vystoupení na jevišti používá šedý a notně sešlý oblek a nevzhledně pomačkaný klobouk. Vydal 8 kazet a 13 CD, které jsou oblíbené zejména na Slovensku a na Moravě.

## Vydané kazety a CD
- Ander 1 - To som Ja, Ander [1989]
- Ander 2 - Ta som tu zaš [1991]
- Ander 3 - Ja som kľuďas [1993]
- Ander 4 - Erža, Piťo a ja
- Ander 5 - Tu me mace
- Ander 6 - Civil a vojak
- Ander 7 - Sluchajce me!
- Ander 8 - To sce čuli?
- Ander 9 - Ľudze mojo, to je tak!
- Ander 10 - Podzme še šmiac!
- Ander - Uč še, dzivče mojo!
- Ander - Zlatý výber 1
- Ander - Zlatý výber 2
- Ander z Košíc v supershope 1
- Ander z Košíc v supershope 2
- Ander z Košíc v supershope 3

## Film
- Kavej (2024)